# فهرست فیلم‌های ایرانی سال ۱۳۱۳
فهرست فیلم‌های ایرانی سال ۱۳۱۳

## فهرست
| عنوان         | کارگردان        | فیلم‌نامه‌نویس(ها) | بازیگران                                          |
| ------------- | --------------- | ---------------- | ------------------------------------------------- |
| بوالهوس       | ابراهیم مرادی   | ابراهیم مرادی    | احمد مرادی                                        |
| شیرین و فرهاد | عبدالحسین سپنتا | عبدالحسین سپنتا  | عبدالحسین سپنتا،ایران دفتری                       |
| فردوسی (فیلم) | عبدالحسین سپنتا | عبدالحسین سپنتا  | عبدالحسین سپنتا،نصرت الله محتشم،روح‌انگیز سامی‌نژاد |